# Micromyrtus elobata
Micromyrtus elobata är en myrtenväxtart som först beskrevs av Ferdinand von Mueller, och fick sitt nu gällande namn av George Bentham. Micromyrtus elobata ingår i släktet Micromyrtus och familjen myrtenväxter.

## Underarter
Arten delas in i följande underarter:
- M. e. elobata
- M. e. scopula